# Смит, Дин (баскетболист)
Дин Эдвардс Смит (англ. Dean Edwards Smith; 28 февраля 1931, Эмпория, Канзас — 7 февраля 2015) — американский баскетбольный тренер. Зал славы баскетбола назвал его «Легендарным тренером». 36 лет он тренировал в Университете Северной Каролины в Чапел-Хилле. Смит тренировал с 1961 по 1997 год и ушел на пенсию с 879 победами, что было в то время мужским баскетбольным рекордом в NCAA Дивизиона I. У Смита был 9-й самый высокий процент побед среди тренеров по баскетболу в колледже (77,6 %). За время своего пребывания на посту главного тренера, Северная Каролина выиграла два национальных чемпионата и появлялась 11 раз в Финалах четырех. Смит играл в баскетбол в университете Канзаса, где он выиграл Национальный Чемпионат в 1952 году, играя под руководством тренера Зала славы, Фога Аллена.
Смит был наиболее известен тем, что его подопечные имели высокий выпускной уровень, 96,6 % его спортсменов получали степени. Работая в Северной Каролине, Смит способствовал десегрегации, наняв первого в университете афроамериканского баскетболиста — стипендиата, Чарли Скотта, и добиваясь равного отношения к афроамериканцам со стороны местных предприятий. Смит тренировал и работал со многими спортсменами в Северной Каролине, которые достигли значимых успехов в баскетболе, в качестве игроков, тренеров или в обеих сферах. Смит вышел на пенсию в 1997 году, заявив, что он уже не может дать команде тот же уровень энтузиазма, который он давал ей годами. После ухода на пенсию , Смит использовал свое влияние, чтобы помочь различным благотворительным предприятиям и либеральной политической деятельности, но в последние годы он страдал от прогрессирующего слабоумия и прекратил большую часть общественной деятельности.
Похоронен на кладбище на территории университета.

## Биография

### Ранние годы
Дин Смит родился в Эмпории, штат Канзас, 28 февраля 1931 года. Оба его родителя были учителями в государственных школах. Отец Смита, Альфред, тренировал баскетбольную команду в средней школе Эмпории «Спартанцы» до титула штата Канзас в 1934 году. Эта команда 1934 года отличалась наличием первого афроамериканского баскетболиста в истории турнира в Канзасе. Дин учился в Средней школе Топика. Интерес Смита в спорте не ограничивался только баскетболом. Смит также играл защитником в школьной футбольной команде и выступал за бейсбольную школьную команду.

### Годы в колледже
После окончания средней школы Смит учился в Канзасском университете на академическую стипендию, где он специализировался в области математики и присоединился к братству Дельта Фи Гамма (Фиджи). Учась в Канзасском университете, Смит продолжал увлекаться спортом, играя в баскетбольной, бейсбольной и футбольной команде, будучи первокурсником, и был членом отряда ВВС ROTC. Во время своего пребывания в баскетбольной команде университета, Канзас выиграл национальный чемпионат в 1952 году и был финалистом турнира NCAA в 1953 году. Тренером Смита по баскетболу во время его пребывания в Канзасе был Фог Аллен, которого тренировал в Университете Канзаса изобретатель баскетбола Джеймс Нейсмит. После окончания университета, Смит был помощником тренера в Канзасе в сезоне 1953-54.

### Тренерская карьера

#### Ранние годы в тренерской баскетбольной работе
Смит служил в ВВС США в Германии, а затем работал главным тренером в бейсбольной и гольф-командах Академии ВВС США. Тем не менее, огромный прорыв Смита произойдёт в США. В 1958 году тренер из Северной Каролины, Фрэнк Макгуайр, попросил Смита присоединиться к его тренерскому штабу, в качестве помощника тренера. Смит служил под началом Макгвайра в течение трех лет до 1961 года, после чего Макгуайр был вынужден уйти в отставку.
После отставки Макгуайра, канцлер Университета Северной Каролины, Уильям Айкок, предложил Смиту занять его место. Смит принял его предложение. Когда Айкок назначил Смита главным тренером, он сказал 30-летнему Смиту, что победы и поражения не имеют такого большого значения, как проведение чистой программы и хорошее представление об университете.
Конференция Атлантического побережья (ACC) отменила ежегодный баскетбольный турнир Dixie Classic в Роли, Северная Каролина, из-за национального скандала, связанного с бритьем, включая игрока из Северной Каролины (Лу Браун). В результате скандала, Северная Каролина снизила акцент на баскетболе, сократив свой график регулярного сезона. В первом сезоне под руководством Смита, Северная Каролина сыграла только 17 игр, с результатом 8 побед, 9 поражений. Это был единственный проигрышный сезон, который он пережил за всю свою карьеру. Далее, после сезона 1965-66 года команды Смита никогда не спускалась ниже третьего места в ACC.